# هيلينا فيرنانديز
هيلينا فيرنانديز (بالبرتغالية: Helena Fernandes‏) هي ممثلة برازيلية، ولدت في 19 أكتوبر 1968 بريو دي جانيرو في البرازيل.

## وصلات خارجية
- هيلينا فيرنانديز على موقع IMDb (الإنجليزية)
- هيلينا فيرنانديز على موقع ألو سيني (الفرنسية)
- هيلينا فيرنانديز على موقع أول موفي (الإنجليزية)
- هيلينا فيرنانديز على موقع قاعدة بيانات الفيلم (الإنجليزية)
- هيلينا فيرنانديز على موقع كينوبويسك (الروسية)